# Poulton-le-Fylde
Poulton-le-Fylde – miasto w Wielkiej Brytanii, w Anglii, w hrabstwie Lancashire, w dystrykcie Wyre. W 2001 roku miasto liczyło 19 480 mieszkańców.